# Heteranthera reniformis
Heteranthera reniformis es una especie fugitiva de los humedales que se encuentra en las Américas, desde los Estados Unidos hasta la Argentina. Aunque H. reniformis puede crecer rápidamente para formar esteras densas cuando la competencia es baja, es un mal competidor con juncias y juncos. Crecerá bien durante unos años en los bordes de los estanques y pantanos antes de sombreados.

## Descripción
Tallos alargados flotantes o procumbentes en aguas dulces poco profundas. Alcanzan hasta 13 cm de longitud. Hojas acorazonadas, emergenes o flotantes, de 1 a 4 cm de diámetro. Inflorescencia espigada con hasta 8 flores blancas con una marca verde claro en el centro, con 5 a 42 mm de longitud. Frutos en cápsula de hasta 1 cm de diámetro con semillas de hasta 1 mm.

## Fenología
Heteranthera reniformis es un evento anual, incluso en los trópicos. La plántula es una roseta de hojas que crece en un suelo rico en aguas poco profundas. El resto de la planta llega a la superficie donde el procumbente tallos pueden crecer en el barro o flotar en la superficie del agua.
Blooming en Norteamérica comienza principalmente en julio, pero la planta puede florecer desde finales de mayo a septiembre y puede continuar hasta las heladas. En Nueva York, en el límite norte de su distribución, la planta es vegetativo hasta junio y julio, las flores en agosto, y frutas en septiembre. Al sur del ecuador, en Paraguay, la especie está en flor y el fruto de agosto a mayo. Las flores son muy efímeras en la naturaleza; todas las flores en una inflorescencia se abrirán en la mañana y cierran por la tarde del mismo día. Flores en inflorescencias sumergidos no se abrirán.

## Germinación
Pueden existir bancos de semillas en el suelo durante muchos años. Condiciones óptimas para la germinación de las semillas pueden incluir fluctuaciones diarias de temperatura. Estas fluctuaciones naturalmente suben y bajan los niveles de oxígeno solubles y pueden actuar como un disparador para la germinación.

## Polinización
Las flores no tienen nectarios. Que recoge el polen de abejas visitan las anteras amarillas conspicuas de los estambres más cortos y recogen el polen de la antera azul o verdoso pálido del estambre central de largo (Rosatti 1987 citando otra publicación: Lovell, La flor y la abeja). Los óvulos fertilizados se desarrollan en cleistogamously frutos de tamaño normal.